# Штригель, Бернхард
Бернхард Штригель (нем. Bernhard Strigel, ок.1460, Мемминген — 4 мая 1528, Мемминген) — немецкий художник швабской школы.

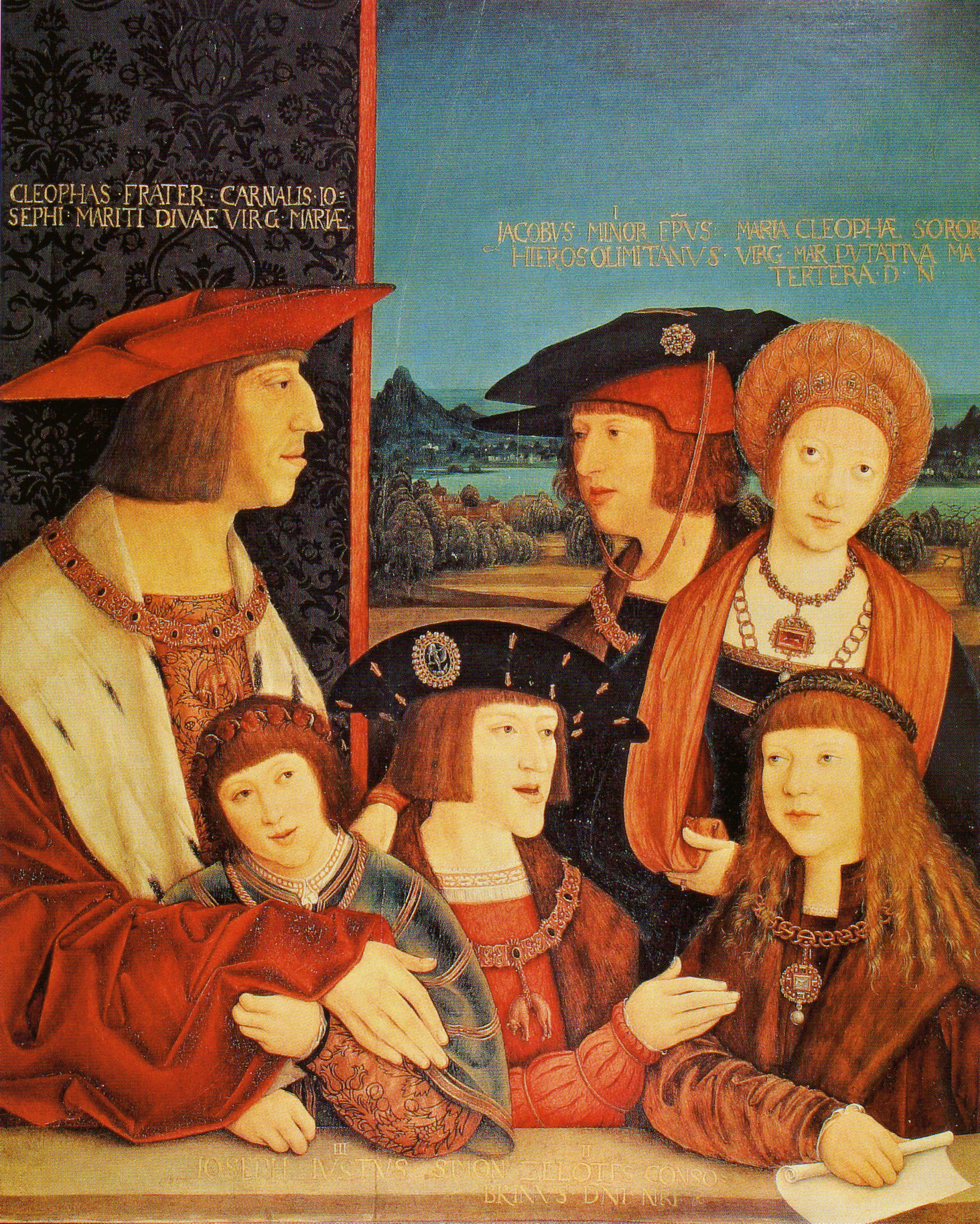
Бернхард Штригель. Портрет императора Максимилиана и его семьи

## Биография
Сын скульптора Иво Штригеля (1430—1516). Испытал влияние Бартоломеуса Цейтблома, возможно, был его учеником в Ульме. Работал при дворе императора Максимилиана I.

## Творчество
Автор работ на священные сюжеты, а также портретов современников, которыми и остался наиболее известен.

## Наследие
Работы Штригеля представлены музеях Берлина, Страсбурга, Мюнхена, Вены, Донауэшингена,
Нью-Йорка и др.